# 고비 (가수)
고비(Govi)는 독일 출신의 뉴에이지 계열의 작곡가 겸 기타리스트이다.

## 같이 보기
- 뉴에이지 음악